# 광주 나들목
광주 나들목(Gwangju IC)은 경기도 광주시 남한산성면 상번천리에 설치된 중부고속도로의 40번 교차로이다. 광주시내 및 남한산성면, 퇴촌면 등지로 진출할 수 있으며, 인근에 남한산성이 위치해 있다. 요금소 명칭은 경기광주 요금소이다. 티맵에서는 경기광주 나들목으로 표시하고 있다.

## 연혁
- 1987년 12월 3일 : 중부고속도로 남이 ~ 하일구간 개통에 따라 영업 개시.[1] 당시에는 요금소 명칭이 경안 요금소였다.
- 2009년 3월 3일 : 요금소 명칭을 경기광주 요금소로 변경

## 구조물 정보
- 위치: 경기도 광주시 남한산성면 상번천리
- 영업소: 경기도 광주시 남한산성면 해공로 55

## 요금소 명칭
개통 당시에는 호남고속도로의 광주 요금소와의 명칭 혼동을 피하기 위해서 요금소 명칭이 광주 시내(구 광주읍)의 옛 명칭인 경안면에서 따 와서 경안 요금소로 결정되었는데, 이 때문에 나들목 명칭도 경안 나들목이라고도 불렸다. 이후 2009년 3월 3일에 요금소 명칭이 경기광주 요금소로 변경되었다.

## 접속하는 도로
- 해공로
- 회안대로 (국도 제43호선, 국도 제45호선)
- 간접 연결 : 지방도 제342호선 (남한산성로, 남한산성입구삼거리 이용)

## 교통량 정보
| 요금소            | 통행량 (대/일)  | 통행량 (대/일)  | 통행량 (대/일)  | 통행량 (대/일)  | 통행량 (대/일)  | 통행량 (대/일)  | 통행량 (대/일)  | 통행량 (대/일)  | 통행량 (대/일)  | 통행량 (대/일)  | 각주  |
| 요금소            | 2001년          | 2002년          | 2003년          | 2004년          | 2005년          | 2006년          | 2007년          | 2008년          | 2009년          | 2010년          | 각주  |
| ----------------- | --------------- | --------------- | --------------- | --------------- | --------------- | --------------- | --------------- | --------------- | --------------- | --------------- | ----- |
| 경안 (폐쇄식)     | 8,713           | 10,874          | 12,995          | 13,666          | 13,426          | 13,626          | 경기광주 요금소 | 경기광주 요금소 | 경기광주 요금소 | 경기광주 요금소 | [ 2 ] |
| 경기광주 (폐쇄식) | 경안 요금소     | 경안 요금소     | 경안 요금소     | 경안 요금소     | 경안 요금소     | 경안 요금소     | 14,087          | 14,121          | 14,353          | 15,002          | [ 2 ] |
| 요금소            | 2011년          | 2012년          | 2013년          | 2014년          | 2015년          | 2016년          | 2017년          | 2018년          | 2019년          |                 | [ 2 ] |
| 경안 (폐쇄식)     | 경기광주 요금소 | 경기광주 요금소 | 경기광주 요금소 | 경기광주 요금소 | 경기광주 요금소 | 경기광주 요금소 | 경기광주 요금소 | 경기광주 요금소 | 경기광주 요금소 |                 | [ 2 ] |
| 경기광주 (폐쇄식) | 15,308          | 15,278          | 14,989          | 15,332          | 15,963          | 14,917          | 14,819          | 15,284          | 15,382          |                 | [ 2 ] |